# 4 × 100 meter stafett för damer i friidrott vid olympiska sommarspelen 2000
4 x 100 meter stafett för damer vid olympiska sommarspelen 2000 i Sydney avgjordes 29-30 september. 

## Medaljörer
| Gren          | Guld                                                                                         | Guld  | Silver                                                                                  | Silver | Brons                                                              | Brons |
| 4 x 100 meter | Bahamas Savatheda Fynes Chandra Sturrup Pauline Davis-Thompson Debbie Ferguson Eldece Lewis* | 41,95 | Jamaica Tayna Lawrence Veronica Campbell Beverly McDonald Merlene Ottey Merlene Frazer* | 42,13  | USA Chryste Gaines Torri Edwards Nanceen Perry Passion Richardson* |       |

## Resultat
- Q innebär avancemang utifrån placering i heatet.
- q innebär avancemang utifrån total placering.
- DNS innebär att personen inte startade.
- DNF innebär att personen inte fullföljde.
- DQ innebär diskvalificering.
- NR innebär nationellt rekord.
- OR innebär olympiskt rekord.
- WR innebär världsrekord.
- PB innebär personligt rekord.
- SB innebär säsongsbästa.

### Försöksheat

#### Heat 1
| Heat 1 av 4 Datum: Fredagen den 29 september 2000 | Heat 1 av 4 Datum: Fredagen den 29 september 2000 | Heat 1 av 4 Datum: Fredagen den 29 september 2000 | Heat 1 av 4 Datum: Fredagen den 29 september 2000                         | Heat 1 av 4 Datum: Fredagen den 29 september 2000 | Heat 1 av 4 Datum: Fredagen den 29 september 2000 | Heat 1 av 4 Datum: Fredagen den 29 september 2000 | Heat 1 av 4 Datum: Fredagen den 29 september 2000 | Heat 1 av 4 Datum: Fredagen den 29 september 2000 |
| Placering                                         | Placering                                         | Nation                                            | Löpare                                                                    | Bana                                              | Tid                                               | Kval.                                             | Rekord                                            |                                                   |
| Heat                                              | Totalt                                            | Nation                                            | Löpare                                                                    | Bana                                              | Tid                                               | Kval.                                             | Rekord                                            |                                                   |
| ------------------------------------------------- | ------------------------------------------------- | ------------------------------------------------- | ------------------------------------------------------------------------- | ------------------------------------------------- | ------------------------------------------------- | ------------------------------------------------- | ------------------------------------------------- | ------------------------------------------------- |
| 1                                                 | 7                                                 | Frankrike                                         | Sandra Citte, Fabe Dia, Muriel Hurtis, Christine Arron                    | 3                                                 | 43,23                                             | Q                                                 |                                                   |                                                   |
| 2                                                 | 10                                                | Grekland                                          | Paraskevi Patoulidou, Effrosíni Patsoú, Ekateríni Kóffa, Ekateríni Thánou | 6                                                 | 43,46                                             | Q                                                 | SB                                                |                                                   |
| 3                                                 | 15                                                | Polen                                             | Marzena Pawlak, Joanna Niełacna, Agnieszka Rysiukiewicz, Zuzanna Radecka  | 7                                                 | 44,05                                             | Q                                                 |                                                   |                                                   |
| 4                                                 | 19                                                | Thailand                                          | Wirawan Ruamsuk, Supavadee Khawpeag, Orranut Klomdee, Trecia Roberts      | 2                                                 | 44,51                                             |                                                   | SB                                                |                                                   |
| 5                                                 | 21                                                | FR Jugoslavien                                    | Elvira Pancic, Mila Savic, Biljana Mitrovic, Vukosava Djapic              | 4                                                 | 45,02                                             |                                                   |                                                   |                                                   |
| 6                                                 |                                                   | Australien                                        | Elly Hutton, Lauren Hewitt, Sharon Cripps, Melinda Gainsford-Taylor       | 4                                                 | DNF                                               |                                                   |                                                   |                                                   |

#### Heat 2
| Heat 2 av 4 Datum: Fredagen den 29 september 2000 | Heat 2 av 4 Datum: Fredagen den 29 september 2000 | Heat 2 av 4 Datum: Fredagen den 29 september 2000 | Heat 2 av 4 Datum: Fredagen den 29 september 2000                   | Heat 2 av 4 Datum: Fredagen den 29 september 2000 | Heat 2 av 4 Datum: Fredagen den 29 september 2000 | Heat 2 av 4 Datum: Fredagen den 29 september 2000 | Heat 2 av 4 Datum: Fredagen den 29 september 2000 | Heat 2 av 4 Datum: Fredagen den 29 september 2000 |
| Placering                                         | Placering                                         | Nation                                            | Löpare                                                              | Bana                                              | Tid                                               | Kval.                                             | Rekord                                            |                                                   |
| Heat                                              | Totalt                                            | Nation                                            | Löpare                                                              | Bana                                              | Tid                                               | Kval.                                             | Rekord                                            |                                                   |
| ------------------------------------------------- | ------------------------------------------------- | ------------------------------------------------- | ------------------------------------------------------------------- | ------------------------------------------------- | ------------------------------------------------- | ------------------------------------------------- | ------------------------------------------------- | ------------------------------------------------- |
| 1                                                 | 1                                                 | Jamaica                                           | Tayna Lawrence, Veronica Campbell, Beverly McDonald, Merlene Frazer | 4                                                 | 42,46                                             | Q                                                 | SB                                                |                                                   |
| 2                                                 | 3                                                 | Tyskland                                          | Gabi Rockmeier, Sabrina Mulrane, Andrea Philipp, Marion Wagner      | 5                                                 | 42,82                                             | Q                                                 |                                                   |                                                   |
| 3                                                 | 5                                                 | Kina                                              | Zeng Xuijin, Liu Xiaomei, Qin Wangping, Xuemei Li                   | 2                                                 | 43,07                                             | Q                                                 | SB                                                |                                                   |
| 4                                                 | 8                                                 | Storbritannien                                    | Joice Maduaka, Marcia Richardson, Sarah Wilhelmy, Shani Anderson    | 3                                                 | 43,26                                             | q                                                 | SB                                                |                                                   |
| 5                                                 | 16                                                | Colombia                                          | Digna Luz Murillo, Ximena Restrepo, Mirtha Brock, Felipa Palacios   | 7                                                 | 44,08                                             | q                                                 | SB                                                |                                                   |
| 6                                                 | 16                                                | Kanada                                            | Atia Weekes, Esi Benyarku, Tamara Perry, Martha Adusei              | 6                                                 | 44,08                                             |                                                   |                                                   |                                                   |

#### Heat 3
| Heat 3 av 4 Datum: Fredagen den 29 september 2000 | Heat 3 av 4 Datum: Fredagen den 29 september 2000 | Heat 3 av 4 Datum: Fredagen den 29 september 2000 | Heat 3 av 4 Datum: Fredagen den 29 september 2000                             | Heat 3 av 4 Datum: Fredagen den 29 september 2000 | Heat 3 av 4 Datum: Fredagen den 29 september 2000 | Heat 3 av 4 Datum: Fredagen den 29 september 2000 | Heat 3 av 4 Datum: Fredagen den 29 september 2000 | Heat 3 av 4 Datum: Fredagen den 29 september 2000 |
| Placering                                         | Placering                                         | Nation                                            | Löpare                                                                        | Bana                                              | Tid                                               | Kval.                                             | Rekord                                            |                                                   |
| Heat                                              | Totalt                                            | Nation                                            | Löpare                                                                        | Bana                                              | Tid                                               | Kval.                                             | Rekord                                            |                                                   |
| ------------------------------------------------- | ------------------------------------------------- | ------------------------------------------------- | ----------------------------------------------------------------------------- | ------------------------------------------------- | ------------------------------------------------- | ------------------------------------------------- | ------------------------------------------------- | ------------------------------------------------- |
| 1                                                 | 2                                                 | Bahamas                                           | Eldece Clarke-Lewis, Chandra Sturrup, Pauline Davis-Thompson, Sevatheda Fynes | 3                                                 | 42,58                                             | Q                                                 |                                                   |                                                   |
| 2                                                 | 12                                                | Finland                                           | Manuela Bosco, Sanna Hernesniemi-Kyllönen, Johanna Manninen, Heidi Hannula    | 5                                                 | 43,66                                             | Q                                                 | SB                                                |                                                   |
| 3                                                 | 13                                                | Ghana                                             | Mavis Akoto, Monica Twum, Veronica Bawuah, Vida Nsiah                         | 7                                                 | 43,77                                             | Q                                                 | NR                                                |                                                   |
| 4                                                 | 14                                                | Ukraina                                           | Irina Pucha, Anzjela Kravtjenko, Olena Pastusjenko, Olena Krasovska           | 4                                                 | 43,93                                             | q                                                 |                                                   |                                                   |
| 5                                                 | 18                                                | Elfenbenskusten                                   | Amandine Allou Affoué, Makaridja Sanganoko, Mary Gnahore, Louise Ayétotché    | 6                                                 | 44.34                                             |                                                   | NR                                                |                                                   |
| 6                                                 | 23                                                | Indien                                            | V Jayalakshmi, Vinta Tripathi, Saraswati Dey, Rachita Mistry                  | 2                                                 | 45,20                                             |                                                   |                                                   |                                                   |

#### Heat 4
| Heat 4 av 4 Datum: Fredagen den 29 september 2000 | Heat 4 av 4 Datum: Fredagen den 29 september 2000 | Heat 4 av 4 Datum: Fredagen den 29 september 2000 | Heat 4 av 4 Datum: Fredagen den 29 september 2000                                             | Heat 4 av 4 Datum: Fredagen den 29 september 2000 | Heat 4 av 4 Datum: Fredagen den 29 september 2000 | Heat 4 av 4 Datum: Fredagen den 29 september 2000 | Heat 4 av 4 Datum: Fredagen den 29 september 2000 | Heat 4 av 4 Datum: Fredagen den 29 september 2000 |
| Placering                                         | Placering                                         | Nation                                            | Löpare                                                                                        | Bana                                              | Tid                                               | Kval.                                             | Rekord                                            |                                                   |
| Heat                                              | Totalt                                            | Nation                                            | Löpare                                                                                        | Bana                                              | Tid                                               | Kval.                                             | Rekord                                            |                                                   |
| ------------------------------------------------- | ------------------------------------------------- | ------------------------------------------------- | --------------------------------------------------------------------------------------------- | ------------------------------------------------- | ------------------------------------------------- | ------------------------------------------------- | ------------------------------------------------- | ------------------------------------------------- |
| 1                                                 | 4                                                 | USA                                               | Chryste Gaines, Torri Edwards, Nanceen Perry, Passion Richardson                              | 6                                                 | 42,92                                             | Q                                                 |                                                   |                                                   |
| 2                                                 | 6                                                 | Ryssland                                          | Natalja Ignatova, Marina Trandenkova, Marina Kislova, Natalja Pomosjtjnikova-Voronova         | 3                                                 | 43,15                                             | Q                                                 | SB                                                |                                                   |
| 3                                                 | 9                                                 | Nigeria                                           | Glory Alozie, Benedicta Ajudua, Mercy Nku, Mary Onyali                                        | 8                                                 | 43,28                                             | Q                                                 |                                                   |                                                   |
| 4                                                 | 11                                                | Madagaskar                                        | Monica Rahanitraniriana, Ony Paule Ratsimbazafy, Rosa Rakotozafy, Hanitrinianina Rakotondrabe | 5                                                 | 43,61                                             | q                                                 | NR                                                |                                                   |
| 5                                                 | 19                                                | Sri Lanka                                         | Tamara Saman Deepika, Pradeepa Herath, S. Nimi De Zoya, K. V. Damayanthi Dharsha              | 4                                                 | 44,51                                             |                                                   |                                                   |                                                   |
| 6                                                 | 22                                                | Uzbekistan                                        | Jelena Kviatkovskaja, Ljubov Perepelova, Ljudmila Dmitriadi, Guzel Chubbijeva                 | 2                                                 | 45,14                                             |                                                   | SB                                                |                                                   |
| 7                                                 | 24                                                | Kamerun                                           | Esther Mvondo, Anne Marie Mouri Nkeng, Carine Eyenga, Françoise Mbango Etone                  | 7                                                 | 45,82                                             |                                                   | SB                                                |                                                   |

#### Omgång 1- Totalt
| Omgång 1 Totala resultat | Omgång 1 Totala resultat | Omgång 1 Totala resultat                                                                      | Omgång 1 Totala resultat | Omgång 1 Totala resultat | Omgång 1 Totala resultat | Omgång 1 Totala resultat | Omgång 1 Totala resultat | Omgång 1 Totala resultat |
| Placering                | Nation                   | Löpare                                                                                        | Heat                     | Bana                     | Placering                | Tid                      | Kval.                    | Rekord                   |
| ------------------------ | ------------------------ | --------------------------------------------------------------------------------------------- | ------------------------ | ------------------------ | ------------------------ | ------------------------ | ------------------------ | ------------------------ |
| 1                        | Jamaica                  | Tayna Lawrence, Veronica Campbell, Beverly McDonald, Merlene Frazer                           | 2                        | 4                        | 1                        | 42,46                    | Q                        | SB                       |
| 2                        | Bahamas                  | Eldece Clarke-Lewis, Chandra Sturrup, Pauline Davis-Thompson, Sevatheda Fynes                 | 3                        | 3                        | 1                        | 42.58                    | Q                        |                          |
| 3                        | Tyskland                 | Gabi Rockmeier, Sabrina Mulrane, Andrea Philipp, Marion Wagner                                | 2                        | 5                        | 2                        | 42.82                    | Q                        |                          |
| 4                        | USA                      | Chryste Gaines, Torri Edwards, Nanceen Perry, Passion Richardson                              | 4                        | 6                        | 1                        | 42.92                    | Q                        |                          |
| 5                        | Kina                     | Zeng Xuijin, Liu Xiaomei, Qin Wangping, Xuemei Li                                             | 2                        | 5                        | 3                        | 43.07                    | Q                        | SB                       |
| 6                        | Ryssland                 | Natalja Ignatova, Marina Trandenkova, Marina Kislova, Natalja Pomosjtjnikova-Voronova         | 4                        | 3                        | 2                        | 43.15                    | Q                        | SB                       |
| 7                        | Frankrike                | Sandra Citte, Fabe Dia, Muriel Hurtis, Christine Aaron                                        | 1                        | 2                        | 3                        | 43.23                    | Q                        |                          |
| 8                        | Storbritannien           | Joice Maduaka, Marcia Richardson, Sarah Wilhelmy, Shani Anderson                              | 2                        | 3                        | 4                        | 43.26                    | q                        | SB                       |
| 9                        | Nigeria                  | Glory Alozie, Benedicta Ajudua, Mercy Nku, Mary Onyali                                        | 4                        | 8                        | 3                        | 43.28                    | Q                        |                          |
| 10                       | Grekland                 | Paraskevi Patoulidou, Effrosíni Patsoú, Ekateríni Kóffa, Ekateríni Thánou                     | 1                        | 2                        | 6                        | 43.46                    | Q                        | SB                       |
| 11                       | Madagaskar               | Monica Rahanitraniriana, Ony Paule Ratsimbazafy, Rosa Rakotozafy, Hanitrinianina Rakotondrabe | 4                        | 5                        | 2                        | 43.61                    | q                        | NR                       |
| 12                       | Finland                  | Manuela Bosco, Sanna Hernesniemi-Kyllönen, Johanna Manninen, Heidi Hannula                    | 3                        | 5                        | 2                        | 43.66                    | Q                        | SB                       |
| 13                       | Ghana                    | Mavis Akoto, Monica Twum, Veronica Bawuah, Vida Nsiah                                         | 3                        | 7                        | 3                        | 43.77                    | Q                        | NR                       |
| 14                       | Ukraina                  | Irina Pucha, Anzjela Kravtjenko, Olena Pastusjenko, Olena Krasovska                           | 3                        | 4                        | 4                        | 43.93                    | q                        |                          |
| 15                       | Polen                    | Marzena Pawlak, Joanna Niełacna, Agnieszka Rysiukiewicz, Zuzanna Radecka                      | 1                        | 7                        | 3                        | 44.05                    | Q                        |                          |
| 16                       | Colombia                 | Digna Luz Murillo, Ximena Restrepo, Mirtha Brock, Felipa Palacios                             | 2                        | 7                        | 5                        | 44.08                    | q                        | SB                       |
| 16                       | Kanada                   | Atia Weekes, Esi Benyarku, Tamara Perry, Martha Adusei                                        | 2                        | 6                        | 6                        | 44.08                    |                          |                          |
| 18                       | Elfenbenskusten          | Amandine Allou Affoué, Makaridja Sanganoko, Mary Gnahore, Louise Ayétotché                    | 3                        | 6                        | 5                        | 44.34                    |                          | NR                       |
| 19                       | Sri Lanka                | Tamara Saman Deepika, Pradeepa Herath, S. Nimi De Zoya, K. V. Damayanthi Dharsha              | 4                        | 4                        | 5                        | 44.51                    |                          |                          |
| 19                       | Thailand                 | Wirawan Ruamsuk, Supavadee Khawpeag, Orranut Klomdee, Trecia Roberts                          | 1                        | 2                        | 4                        | 44.51                    |                          | SB                       |
| 21                       | FR Jugoslavien           | Elvira Pancic, Mila Savic, Biljana Mitrovic, Vukosava Djapic                                  | 1                        | 5                        | 5                        | 45.02                    |                          |                          |
| 22                       | Uzbekistan               | Elena Kviatkovskaja, Ljubov Perepelova, Ljudmila Dmitriadi, Guzel Chubbijeva                  | 4                        | 2                        | 6                        | 45.14                    |                          | SB                       |
| 23                       | Indien                   | V Jayalakshmi, Vinta Tripathi, Saraswati Dey, Rachita Mistry                                  | 3                        | 2                        | 6                        | 45.20                    |                          |                          |
| 24                       | Kamerun                  | Esther Mvondo, Anne Marie Mouri Nkeng, Carine Eyenga, Françoise Mbango Etone                  | 4                        | 7                        | 4                        | 45.82                    |                          | SB                       |
|                          | Australien               | Elly Hutton, Lauren Hewitt, Sharon Cripps, Melinda Gainsford-Taylor                           | 1                        | 4                        |                          | DNF                      |                          |                          |

### Semifinaler

#### Heat 1
| Heat 1 av 2 Datum: Fredagen den 29 september 2000 | Heat 1 av 2 Datum: Fredagen den 29 september 2000 | Heat 1 av 2 Datum: Fredagen den 29 september 2000 | Heat 1 av 2 Datum: Fredagen den 29 september 2000                                             | Heat 1 av 2 Datum: Fredagen den 29 september 2000 | Heat 1 av 2 Datum: Fredagen den 29 september 2000 | Heat 1 av 2 Datum: Fredagen den 29 september 2000 | Heat 1 av 2 Datum: Fredagen den 29 september 2000 | Heat 1 av 2 Datum: Fredagen den 29 september 2000 |
| Placering                                         | Placering                                         | Nation                                            | Löpare                                                                                        | Bana                                              | Tid                                               | Kval.                                             | Rekord                                            |                                                   |
| Heat                                              | Totalt                                            | Nation                                            | Löpare                                                                                        | Bana                                              | Tid                                               | Kval.                                             | Rekord                                            |                                                   |
| ------------------------------------------------- | ------------------------------------------------- | ------------------------------------------------- | --------------------------------------------------------------------------------------------- | ------------------------------------------------- | ------------------------------------------------- | ------------------------------------------------- | ------------------------------------------------- | ------------------------------------------------- |
| 1                                                 | 2                                                 | Bahamas                                           | Eldece Clarke-Lewis, Chandra Sturrup, Pauline Davis-Thompson, Sevatheda Fynes                 | 6                                                 | 42,42                                             | Q                                                 |                                                   |                                                   |
| 2                                                 | 4                                                 | USA                                               | Chryste Gaines, Torri Edwards, Nanceen Perry, Passion Richardson                              | 3                                                 | 42.82                                             | Q                                                 |                                                   |                                                   |
| 3                                                 | 4                                                 | Nigeria                                           | Glory Alozie, Benedicta Ajudua, Mercy Nku, Mary Onyali                                        | 7                                                 | 42.82                                             | Q                                                 | SB                                                |                                                   |
| 4                                                 | 6                                                 | Ryssland                                          | Natalja Ignatova, Marina Trandenkova, Irina Chabarova, Natalja Pomosjtjnikova-Voronova        | 4                                                 | 42,84                                             | q                                                 | SB                                                |                                                   |
| 5                                                 | 9                                                 | Ghana                                             | Mavis Akoto, Monica Twum, Vida Anim, Vida Nsiah                                               | 2                                                 | 43,19                                             |                                                   | NR                                                |                                                   |
| 6                                                 | 11                                                | Ukraina                                           | Irina Pucha, Anzjela Kravtjenko, Olena Pastusjenko, Olena Krasovska                           | 8                                                 | 43,31                                             |                                                   |                                                   |                                                   |
| 7                                                 | 13                                                | Grekland                                          | Paraskevi Patoulidou, Effrosíni Patsoú, Ekateríni Kóffa, Ekateríni Thánou                     | 5                                                 | 43,53                                             |                                                   |                                                   |                                                   |
| 8                                                 | 14                                                | Madagaskar                                        | Monica Rahanitraniriana, Ony Paule Ratsimbazafy, Rosa Rakotozafy, Hanitrinianina Rakotondrabe | 1                                                 | 43,98                                             |                                                   |                                                   |                                                   |

#### Heat 2
| Heat 2 av 2 Datum: Fredagen den 29 september 2000 | Heat 2 av 2 Datum: Fredagen den 29 september 2000 | Heat 2 av 2 Datum: Fredagen den 29 september 2000 | Heat 2 av 2 Datum: Fredagen den 29 september 2000                          | Heat 2 av 2 Datum: Fredagen den 29 september 2000 | Heat 2 av 2 Datum: Fredagen den 29 september 2000 | Heat 2 av 2 Datum: Fredagen den 29 september 2000 | Heat 2 av 2 Datum: Fredagen den 29 september 2000 | Heat 2 av 2 Datum: Fredagen den 29 september 2000 |
| Placering                                         | Placering                                         | Nation                                            | Löpare                                                                     | Bana                                              | Tid                                               | Kval.                                             | Rekord                                            |                                                   |
| Heat                                              | Totalt                                            | Nation                                            | Löpare                                                                     | Bana                                              | Tid                                               | Kval.                                             | Rekord                                            |                                                   |
| ------------------------------------------------- | ------------------------------------------------- | ------------------------------------------------- | -------------------------------------------------------------------------- | ------------------------------------------------- | ------------------------------------------------- | ------------------------------------------------- | ------------------------------------------------- | ------------------------------------------------- |
| 1                                                 | 1                                                 | Jamaica                                           | Tayna Lawrence, Veronica Campbell, Beverly McDonald, Merlene Frazer        | 3                                                 | 42,15                                             | Q                                                 | SB                                                |                                                   |
| 2                                                 | 2                                                 | Frankrike                                         | Sandra Citte, Muriel Hurtis, Fabe Dia, Christine Arron                     | 4                                                 | 42,42                                             | Q                                                 |                                                   |                                                   |
| 3                                                 | 7                                                 | Tyskland                                          | Gabi Rockmeier, Sabrina Mulrain, Andrea Philipp, Marion Wagner             | 5                                                 | 42,85                                             | Q                                                 |                                                   |                                                   |
| 4                                                 | 8                                                 | Kina                                              | Zeng Xuijin, Liu Xiaomei, Qin Wangping, Xuemei Li                          | 7                                                 | 43,04                                             | q                                                 | SB                                                |                                                   |
| 5                                                 | 9                                                 | Storbritannien                                    | Joice Maduaka, Marcia Richardson, Samantha Davies, Shani Anderson          | 8                                                 | 43,19                                             |                                                   | SB                                                |                                                   |
| 6                                                 | 12                                                | Finland                                           | Manuela Bosco, Sanna Hernesniemi-Kyllönen, Johanna Manninen, Heidi Hannula | 6                                                 | 43,50                                             |                                                   | SB                                                |                                                   |
| 7                                                 | 15                                                | Polen                                             | Marzena Pawlak, Joanna Niełacna, Agnieszka Rysiukiewicz, Zuzanna Radecka   | 2                                                 | 44,07                                             |                                                   |                                                   |                                                   |
| 8                                                 | 16                                                | Colombia                                          | Digna Luz Murillo, Ximena Restrepo, Mirtha Brock, Felipa Palacios          | 1                                                 | 44,37                                             |                                                   |                                                   |                                                   |

#### Semifinaler - Totalt
| Semifinaler Totala resultat | Semifinaler Totala resultat | Semifinaler Totala resultat                                                                   | Semifinaler Totala resultat | Semifinaler Totala resultat | Semifinaler Totala resultat | Semifinaler Totala resultat | Semifinaler Totala resultat | Semifinaler Totala resultat |
| Placering                   | Nation                      | Löpare                                                                                        | Heat                        | Bana                        | Placering                   | Tid                         | Kval.                       | Rekord                      |
| --------------------------- | --------------------------- | --------------------------------------------------------------------------------------------- | --------------------------- | --------------------------- | --------------------------- | --------------------------- | --------------------------- | --------------------------- |
| 1                           | Jamaica                     | Tayna Lawrence, Veronica Campbell, Beverly McDonald, Merlene Fraser                           | 2                           | 3                           | 1                           | 42,15                       | Q                           | SB                          |
| 2                           | Frankrike                   | Sandra Citte, Muriel Hurtis, Fabe Dia, Christine Arron                                        | 2                           | 4                           | 2                           | 42.42                       | Q                           |                             |
| 2                           | Bahamas                     | Eldece Clarke-Lewis, Chandra Sturrup, Pauline Davis-Thompson, Sevatheda Fynes                 | 1                           | 6                           | 1                           | 42.42                       | Q                           |                             |
| 4                           | USA                         | Chryste Gaines, Torri Edwards, Nanceen Perry, Passion Richardson                              | 1                           | 3                           | 2                           | 42.82                       | Q                           |                             |
| 4                           | Nigeria                     | Glory Alozie, Benedicta Ajudua, Mercy Nku, Mary Onyali                                        | 1                           | 7                           | 3                           | 42.82                       | Q                           | SB                          |
| 6                           | Ryssland                    | Natalja Ignatova, Marina Trandenkova, Irina Chabarova, Natalja Pomosjtjnikova-Voronova        | 1                           | 4                           | 4                           | 42.84                       | q                           | SB                          |
| 7                           | Tyskland                    | Gabi Rockmeier, Sabrina Mulrain, Andrea Philipp, Marion Wagner                                | 2                           | 5                           | 3                           | 42.85                       | Q                           |                             |
| 8                           | Kina                        | Zeng Xuijin, Liu Xiaomei, Qin Wangping, Xuemei Li                                             | 2                           | 7                           | 4                           | 43.04                       | q                           | SB                          |
| 9                           | Storbritannien              | Joice Maduaka, Marcia Richardson, Samantha Davies, Shani Anderson                             | 2                           | 8                           | 5                           | 43.19                       |                             | SB                          |
| 9                           | Ghana                       | Mavis Akoto, Monica Twum, Vida Anim, Vida Nsiah                                               | 1                           | 2                           | 5                           | 43.19                       |                             | NR                          |
| 11                          | Ukraina                     | Irina Pucha, Anzjela Kravtjenko, Olena Pastusjenko, Olena Krasovska                           | 1                           | 8                           | 6                           | 43.31                       |                             |                             |
| 12                          | Finland                     | Manuela Bosco, Sanna Hernesniemi-Kyllönen, Johanna Manninen, Heidi Hannula                    | 2                           | 6                           | 6                           | 43.50                       |                             | SB                          |
| 13                          | Grekland                    | Paraskevi Patoulidou, Effrosíni Patsoú, Ekateríni Kóffa, Ekateríni Thánou                     | 1                           | 5                           | 7                           | 43.53                       |                             |                             |
| 14                          | Madagaskar                  | Monica Rahanitraniriana, Ony Paule Ratsimbazafy, Rosa Rakotozafy, Hanitrinianina Rakotondrabe | 1                           | 1                           | 8                           | 43.98                       |                             |                             |
| 15                          | Polen                       | Marzena Pawlak, Joanna Niełacna, Agnieszka Rysiukiewicz, Zuzanna Radecka                      | 2                           | 2                           | 7                           | 44.07                       |                             |                             |
| 16                          | Colombia                    | Digna Luz Murillo, Ximena Restrepo, Mirtha Brock, Felipa Palacios                             | 2                           | 1                           | 8                           | 44.37                       |                             |                             |

### Final
- 30 september 2000

| 1 | Bahamas   | Sevatheda Fynes, Chandra Sturrup, Pauline Davis-Thompson, Debbie Ferguson              | 5 | 0,153 s | 41,95 | SB |
| 2 | Jamaica   | Tayna Lawrence, Veronica Campbell, Beverly McDonald, Merlene Ottey                     | 3 | 0,174 s | 42,13 | SB |
| 3 | USA       | Chryste Gaines, Torri Edwards, Nanceen Perry, Marion Jones                             | 6 | 0,384 s | 42,20 |    |
| 4 | Frankrike | Linda Ferga, Muriel Hurtis, Fabe Dia, Christine Arron                                  | 4 | 0,433 s | 42,42 |    |
| 5 | Ryssland  | Natalja Ignatova, Marina Trandenkova, Irina Chabarova, Natalja Pomosjtjnikova-Voronova | 8 | 0,153 s | 43,02 |    |
| 6 | Tyskland  | Gabi Rockmeier, Sabrina Mulrain, Andrea Philipp, Marion Wagner                         | 1 | 0,155 s | 43,11 |    |
| 7 | Nigeria   | Glory Alozie, Benedicta Ajudua, Mercy Nku, Mary Onyali                                 | 7 | 0,415 s | 44,05 |    |
| 8 | Kina      | Zeng Xuijin, Liu Xiaomei, Qin Wangping, Xuemei Li                                      | 2 | 0,212 s | 44,87 |    |